# 东园镇 (中卫市)
东园镇，是中华人民共和国宁夏回族自治区中卫市沙坡头区下辖的一个乡镇级行政单位。

## 行政区划
东园镇下辖以下地区：
八字渠村、韩闸村、双渠村、史湖村、冯桥村、北湖村、美利村、瑞应村、曹闸村、赵桥村、白桥村、谢滩村、新滩村、红武村、柔新村、黑山村、新星村、郭滩村、金沙村和郑口村。